# Куайе, Даниэль
Даниэль Куайе (англ. Daniel Quaye; род. 25 декабря 1980, Аккра) — ганский футболист, выступавший на позиции защитника.

## Клубная карьера
Профессиональную карьеру начал в 1997 в клубе «Аккра Грейт Олимпикс». С 1998 до 2007 выступал за «Хартс оф Оук», в составе которого 6 раз становился национальным чемпионом и дважды обладателем кубка Ганы. Далее последовала череда выступлений дома и в Китае: «Чунцин Лифань» (2007), «Хартс оф Оук» (2008, 2015-2017), «Элевен Вайс» (2008-2009), «Яньбянь Фуде» (2009-2011), «Пекин Баси» (2012) и «Бечем Юнайтед» (2015). 

## Карьера за сборную
Был в составе юношеской сборной Ганы на чемпионате мира среди юношеских команд 1997 в Египте, на котором африканцы взяли серебряные медали.
Дебют за национальную сборную Ганы состоялся в 2001 году. Был включен в состав на чемпионат мира 2006 в Германии. Всего Куайе сыграл в 10 матчах за сборную.

## Достижения
- Чемпион Ганы: 1999, 2000, 2001, 2002, 2004, 2005
- Обладатель Кубка Ганы: 1999, 2000
- Победитель Лиги чемпионов КАФ:2000
- Обладатель Суперкубка КАФ: 2001
- Обладатель Кубка Конфедерации КАФ: 2005

### Международные
- Финалист чемпионата мира среди юношеских команд 1997